# La Vache et le Prisonnier
La Vache et le Prisonnier (br A Vaca e o Prisioneiro) é um filme de comédia/drama francês, dirigido por Henri Verneuil em 1959. É baseado no romance de Jacques Antoine chamado Uma História Verdadeira. 
Foi filmado numa película de 35mm, preto e branco. A duração é de 119 min. Foi exibido pela primeira vez em 16 de dezembro de 1959. Este é o primeiro longa-metragem francês a ser colarizado, isso em maio de 1990.

## Sinopse
Em 1943, Charles Bailey, um prisioneiro de guerra na Alemanha, decide fugir da fazenda onde trabalha. Sua astúcia e aparência desagradável e selvagem atravessa todo o país, junto com Margaret, uma vaca da fazenda. É assim que começa a odisseia extraordinaria de um homem e um animal, e acabam mostrando uma imagem de paz em um país devastado pelo ódio.